# Omloop van het Houtland 1969
L'Omloop van het Houtland 1969, venticinquesima edizione della corsa, si svolse il 2 ottobre 1969 su un percorso con partenza e arrivo a Lichtervelde. Fu vinto dal belga Noël Vanclooster della Flandria-De Clercq-Kruger davanti al suo connazionale Freddy Decloedt e all'olandese Wim du Bois.

## Ordine d'arrivo (Top 10)
| Pos. | Corridore              | Squadra                          | Tempo |
| ---- | ---------------------- | -------------------------------- | ----- |
| 1    | Noël Vanclooster       | Flandria-De Clercq-Kruger        |       |
| 2    | Freddy Decloedt        | Pull Over Centrale-Tasmanie-Novy |       |
| 3    | Wim du Bois            | Etalo-Siriki-Ventura             |       |
| 4    | André Dierickx         | Peugeot-BP-Michelin              |       |
| 5    | Raphael Van Bruaene    | Etalo-Siriki-Ventura             |       |
| 6    | Edward Sels            | Bic                              |       |
| 7    | Albert Van De Moortele | Flandria-De Clerck-Krueger       |       |
| 8    | Paul Mahieu            | Flandria-De Clerck-Krueger       |       |
| 9    | Eric Demunster         | Geens-Diamant                    |       |
| 10   | Jacques Guiot          | Bic                              |       |